# Josh Widdicombe
Joshua Michael « Josh » Widdicombe (prononcé en anglais : /ˈwɪdɪkəm/), né le 8 avril 1983, est un humoriste et présentateur de télévision et de radio anglais, plus connu pour ses apparitions dans The Last Leg (depuis 2012), Fighting Talk (depuis 2014), Insert Name Here (depuis 2016) et pour sa sitcom Josh diffusée sur BBC Three depuis 2015.

## Biographie

### Jeunesse et formation
Josh Widdicombe est né à Hammersmith, mais a grandi à Haytor Vale près de Widecombe-in-the-Moor dans le Devon. Il a ensuite fréquenté le South Dartmoor Community College et a plus tard étudié la linguistique à l'Université de Manchester.
Son demi-frère, Henry, est actuellement un promoteur de comédie et est l'un des fondateurs du Machynlleth Comedy Festival.

### Carrière
Josh Widdicombe commence le stand-up en 2008. Il parvient à atteindre la finale du « So You Think You're Funny » du Edinburgh Fringe Festival la même année. En 2009, il co-écrit et joue dans le sketch show Superclump et monte sur scène aux côtés de James Acaster et de Nick Helm.
En 2010, il travaille en tant que contributeur pour le magazine Dora the explorer et, en 2011, il effectue son premier spectacle solo If This Show Saves One Life… au Edinburgh Fringe Festival, spectacle pour lequel il est nommé pour le prix du Best Newcomer par les Foster's Edinburgh Comedy Awards, ainsi que pour le Malcolm Hardee « Act Most Likely to Win a Million Quid » Award.
En 2012, Josh Widdicombe devient un membre régulier du Stand Up for the Week et fait sa première apparition dans l'émission Mock the Week. Il est aussi l'un des principaux contributeurs de The Last Leg with Adam Hills, émission alternative quotidienne diffusée sur Channel 4 et revenant sur les évènements des jeux Paralympiques d'Été de 2012 à Londres aux côtés d'Adam Hills et d'Alex Brooker. Il apparaît également dans The Last Leg of the Year, l'émission spéciale de fin d'année. En septembre 2012, Josh Widdicombe est présent dans The Million Pound Drop Live avec Alex Brooker. Ils remportent 100 000 livres pour l'association caritative Scope. Il a le thorax en entonnoir, ce qu'il a découvert après l'avoir mentionné à Christian Jessen dans un épisode de 8 Out of 10 Cats, et souffre de graves rhumes des foins[citation nécessaire].
En 2013, Josh Widdicombe est de nouveau un membre régulier de l'émission The Last Leg, après que Channel 4 l'a renouvelé pour neuf épisodes supplémentaires, diffusés à partir du 25 janvier 2013. Une troisième série est diffusée à partir du 31 juillet 2013, une quatrième à partir du 31 janvier 2014, et une cinquième à partir du 1er août 2014. En mai 2013, il est un invité de la deuxième saison du Dara Ó Briain: School of Hard Sums avec Marcus Brigstocke. À la suite de cela, il participe en tant qu'humoriste au spin-off de The Apprentice, The Apprentice: You're Fired!. En juin 2013, il participe de nouveau à l'émission Mock the Week, notamment dans plusieurs épisodes de la douzième saison. En 2014, il y participe encore, ainsi qu'à l'émission QI et Have I Got News for You. Il remporte le Celebrity Mastermind du 31 décembre 2013 avec un score de 24, sur le sujet de son groupe préféré, Blur. L'organisation caritative qu'il représentait était The Lily Foundation.
Le 1er juillet 2014, la BBC annonce qu'il intègre l'équipe du Radio 5 Live à partir d'août 2014 en tant que nouveau présentateur de Fighting Talk aux côtés de Georgie Thompson.
En août 2014, Josh Widdicombe apparaît dans le pilot de la série de la BBC Three Josh, co-écrite avec l'humoriste Tom Craine et réalisée par David Schneider. Une saison complète de six épisodes est commandée par la chaîne et est diffusée du 11 novembre au 16 décembre 2015. Une deuxième saison est diffusée à partir du 22 septembre 2016 après la conversion de la chaîne BBC Three en une chaîne uniquement disponible sur Internet en février 2016.
En 2015, il est un membre régulier de la première saison du jeu télévisé Taskmaster, diffusé sur la chaîne Dave.
Il participe aux émissions de radio Arthur Smith Balham Bash (BBC Radio 4) et The Frank Skinner Show (Absolute Radio). Il écrit pour les émissions télévisées Mock the Week et 8 Out of 10 Cats ainsi que pour l'émission de radio Look Away Now (BBC Radio 4). Il est venu en aide aux tournées des humoristes Russell Howard, Michael McIntyre, Alan Carr, Stephen Merchant et Shappi Khorsandi[citation nécessaire].
Josh Widdicombe fut présentateur d'une émission de radio hebdomadaire sur la chaîne de radio XFM (aujourd'hui Radio X) avec Neil « Producer Neil » Fearn de février 2013 à juillet 2015. Cette émission était initialement diffusée le samedi, puis le dimanche entre 10 heures et 13 heures (pour des raisons non révélées au public). Cette émission bénéficiait régulièrement de contributions des humoristes James Acaster, Nish Kumar et Ivo Graham. Le podcast de l'émission est nommé « iTunes Best New Audio Podcast » en 2013. La dernière édition de l'émission est diffusée le 26 juillet 2015.
Il a fait trois apparitions dans l'émission Live at the Apollo.
Il est un team captain (capitaine d'équipe) du panel show Insert Name Here (BBC Two), apparaissant aux côtés de Sue Perkins et de Richard Osman.

## Filmographie

### Télévision
- 2014-2016 : Josh (TV) : Josh (aussi créateur et scénariste)

### Spectacles
- If This Show Saves One Life... (2011-2012)
- The Further Adventures of (2013)
- Incidentally (2014)
- What Do I Do Now... (depuis le 9 septembre 2015)

### DVD
- And Another Thing (18 novembre 2013)
- What Do I Do Now... Live (28 novembre 2016)